# Villamayor de Calatrava (kommunhuvudort)
Villamayor de Calatrava är en kommunhuvudort i Spanien.   Den ligger i provinsen Provincia de Ciudad Real och regionen Kastilien-La Mancha, i den centrala delen av landet, 180 km söder om huvudstaden Madrid. Villamayor de Calatrava ligger 661 meter över havet och antalet invånare är 618.
Terrängen runt Villamayor de Calatrava är platt åt sydväst, men åt nordost är den kuperad. Terrängen runt Villamayor de Calatrava sluttar söderut. Runt Villamayor de Calatrava är det ganska glesbefolkat, med 31 invånare per kvadratkilometer. Närmaste större samhälle är Puertollano, 11,5 km söder om Villamayor de Calatrava. Trakten runt Villamayor de Calatrava består till största delen av jordbruksmark.